# Lhota pod Radčem
Lhota pod Radčem é uma comuna checa localizada na região de Plzeň, distrito de Rokycany.